# Prem"jer-liha 2013-2014
La Prem"jer-liha 2013-2014 è stata la 23ª edizione del massimo campionato di calcio ucraino. La stagione è iniziata il 13 luglio 2013 ed è terminata il 18 maggio 2014. Lo Šachtar ha vinto il titolo per la nona volta nella sua storia.
La competizione è stata influenzata dalle vicende politiche che hanno colpito l'Ucraina in primavera.

## Conflitto civile e i suoi effetti sul torneo
Nel novembre del 2013, durante la pausa invernale della Prem"jer-liha ucraina, un'ondata di manifestazioni e conflitti civili ha contrassegnato l'inizio dell'Euromaidan in Ucraina. La competizione avrebbe dovuto riprendere il 1º marzo 2014, ma a causa del conflitto civile nel paese dopo le rivolte a Kiev e poi anche per la crisi della Crimea, la Premier League ha rinviato l'inizio della fase si primavera. La Premier League ucraina allora ha deciso di riprendere la competizione il 15 marzo.
Dopo l'annessione della Crimea da parte della Russia nel marzo 2014, le squadre aventi sede in Crimea, Sevastopol' e Tavrija Simferopol', hanno continuato a partecipare alla competizione.
Durante il mese di maggio 2014 del conflitto filo-russo in Ucraina la Federcalcio ucraina (dopo essere stata consigliata dal Ministero dell'Interno ucraino) ha deciso che tutte le partite dei campionati ucraini, così come la finale di coppa ucraina, avrebbero dovuto giocarsi a porte chiuse per motivi di sicurezza.
Al termine del campionato, le tre squadre professionistiche crimeane FC Sevastopol, SC Tavriya Simferopol e FC Zhemchuzhina Yalta, dietro decisione della Federazione russa sono state iscritte alla terza divisione russa. La FC Sevastopol e la SC Tavriya Simferopol sono state costrette a rifondarsi ed a cambiare nome, rispettivamente FC SKChF Sevastopol e FC TSK Simferopol. La UEFA ha ritenuto il trasferimento illegittimo e dichiarato che non riconoscerà come ufficiali le partite giocate dalle tre squadre nel campionato russo poiché maturato al di fuori di un contesto di legalità ed in violazione dello Statuto UEFA.

## Novità
Il Metalurh Zaporižžja e l'Hoverla, inizialmente retrocesse, sono state ripescate a causa del fallimento del Kryvbas e dalla rinuncia dello Stal' Alčevs'k. L'unica promossa dalla Perša Liha è il Sevastopol'.

## Regolamento
Le 16 squadre partecipanti si affrontano in un girone di andata e ritorno, per un totale di 30 giornate.

La squadra campione di Ucraina e la seconda classificata si qualificano rispettivamente per la fase a gironi e per il terzo turno di qualificazione della UEFA Champions League 2014-2015.

La terza, la quarta e la quinta classificata si qualificano rispettivamente per i play-off, per il terzo e per il secondo turno di qualificazione della UEFA Europa League 2014-2015.

Le ultime due classificate retrocedono direttamente in Perša Liha.

## Squadre partecipanti
| Club                | Città           | Stadio                   | Posizione 2012-2013    |
| ------------------- | --------------- | ------------------------ | ---------------------- |
| Arsenal Kiev        | Kiev            | Stadio Dinamo Lobanovski | 8º posto               |
| Čornomorec'         | Odessa          | Stadio Čornomorec'       | 7º posto               |
| Dinamo Kiev         | Kiev            | Stadio Olimpico          | 3º posto               |
| Dnipro              | Dnipropetrovs'k | Dnipro Arena             | 4º posto               |
| Hoverla             | Užhorod         | Arena L'viv (Leopoli)    | 15º posto              |
| Illičivec'          | Mariupol'       | Stadio Illičivec'        | 9º posto               |
| Karpaty             | Leopoli         | Stadio Ucraina           | 14º posto              |
| Metalist            | Charkiv         | Stadio Metalist          | 2º posto               |
| Metalurh Donec'k    | Donec'k         | Stadio Metalurh          | 5º posto               |
| Metalurh Zaporižžja | Zaporižžja      | Slavutyč-Arena           | 16º posto              |
| Sevastopol'         | Sebastopoli     | SC Sevastopol'           | 1º posto in Perša Liha |
| Šachtar             | Donec'k         | Donbas Arena             | Campione di Ucraina    |
| Tavrija             | Sinferopoli     | Stadio Lokomotiv         | 11º posto              |
| Volyn'              | Luc'k           | Stadio Avanhard          | 13º posto              |
| Vorskla             | Poltava         | Stadio Vorskla           | 12º posto              |
| Zorja               | Luhans'k        | Stadio Avanhard          | 10º posto              |

## Classifica
|                    | Pos. | Squadra             | Pt | G  | V  | N  | P  | GF | GS | DR  |
| ------------------ | ---- | ------------------- | -- | -- | -- | -- | -- | -- | -- | --- |
| Ucraina (bandiera) | 1.   | Šachtar             | 65 | 28 | 21 | 2  | 5  | 62 | 23 | +39 |
|                    | 2.   | Dnipro              | 59 | 28 | 18 | 5  | 5  | 56 | 28 | +28 |
|                    | 3.   | Metalist            | 57 | 28 | 16 | 9  | 3  | 54 | 29 | +25 |
|                    | 4.   | Dinamo Kiev         | 53 | 28 | 16 | 5  | 7  | 55 | 33 | +22 |
|                    | 5.   | Čornomorec'         | 46 | 28 | 12 | 10 | 6  | 30 | 22 | +8  |
|                    | 6.   | Metalurh Donec'k    | 43 | 28 | 12 | 7  | 9  | 45 | 42 | +3  |
|                    | 7.   | Zorja               | 42 | 28 | 11 | 9  | 8  | 35 | 30 | +5  |
|                    | 8.   | Vorskla             | 40 | 28 | 10 | 10 | 8  | 36 | 38 | -2  |
|                    | 9.   | Sevastopol'         | 35 | 28 | 10 | 5  | 13 | 32 | 43 | -11 |
|                    | 10.  | Illičivec'          | 34 | 28 | 10 | 4  | 14 | 27 | 33 | -6  |
|                    | 11.  | Karpaty             | 32 | 28 | 7  | 11 | 10 | 33 | 39 | -6  |
|                    | 12.  | Hoverla             | 26 | 28 | 7  | 5  | 16 | 26 | 39 | -13 |
|                    | 13.  | Volyn'              | 24 | 28 | 7  | 6  | 15 | 25 | 51 | -26 |
|                    | 14.  | Metalurh Zaporižžja | 12 | 28 | 2  | 6  | 20 | 19 | 54 | -35 |
|                    | 15.  | Tavrija             | 10 | 28 | 2  | 4  | 22 | 15 | 46 | -31 |
|                    | 16.  | Arsenal Kiev        | 0  | 0  | 0  | 0  | 0  | 0  | 0  | 0   |

Legenda:

      Campione di Ucraina e ammessa alla UEFA Champions League 2014-2015

      Ammessa alla UEFA Champions League 2014-2015

      Ammesse alla UEFA Europa League 2014-2015

### Capoliste solitarie
- Dalla 3ª alla 6ª giornata:  Šachtar
- Dalla 7ª alla 15ª giornata:  Metalist
- Dalla 16ª alla 21ª giornata:  Šachtar
- Dalla 24ª giornata:  Šachtar

## Risultati
|                     | Ars   | Čor   | Din   | Dni   | Hov   | IlM   | Kar   | Kry   | Met   | MDo   | MZa   | Šac   | Tav   | Vol   | Vor   | Zor   |
| ------------------- | ----- | ----- | ----- | ----- | ----- | ----- | ----- | ----- | ----- | ----- | ----- | ----- | ----- | ----- | ----- | ----- |
| Arsenal Kiev        | –––   | Canc. | Canc. | Canc. | Canc. | Canc. | Canc. | Canc. | Canc. | Canc. | Canc. | Canc. | Canc. | Canc. | Canc. | Canc. |
| Čornomorec'         | Canc. | –––   | 1-0   | 1-1   | 2-1   | 1-0   | 0-0   | 1-1   | 1-0   | 3-0   | 2-0   | 0-1   | 0-0   | 0-0   | 1-1   | 3-1   |
| Dnipro              | Canc. | 2-0   | –––   | 2-0   | 1-0   | 3-1   | 1-4   | 2-2   | 3-1   | 1-0   | 3-0   | 3-1   | 1-0   | 5-1   | 2-2   | 1-3   |
| Dinamo Kiev         | Canc. | 1-2   | 1-1   | –––   | 3-0   | 1-0   | 1-0   | 4-2   | 9-1   | 4-0   | 2-0   | 0-2   | 2-0   | 1-1   | 2-1   | 3-1   |
| Hoverla             | Canc. | 1-1   | 0-2   | 1-2   | –––   | 1-2   | 1-0   | 0-2   | 0-0   | 1-0   | 1-2   | 0-2   | 2-1   | 6-0   | 1-2   | 0-0   |
| Illičivec' Mariupol | Canc. | 3-1   | 0-2   | 0-2   | 0-1   | –––   | 1-1   | 1-1   | 3-0   | 3-1   | 0-0   | 1-3   | 1-2   | 1-0   | 1-2   | 1-0   |
| Karpaty             | Canc. | 1-1   | 0-4   | 2-2   | 1-0   | 0-1   | –––   | 2-4   | 2-2   | 2-2   | 2-0   | 3-2   | 2-1   | 0-1   | 0-2   | 0-0   |
| Metalist            | Canc. | 0-0   | 2-1   | 3-0   | 1-1   | 2-0   | 2-1   | –––   | 1-0   | 3-2   | 3-1   | 2-4   | 1-0   | 4-0   | 1-0   | 1-1   |
| Metalurh Donec'k    | Canc. | 3-2   | 1-1   | 2-1   | 4-2   | 1-1   | 1-1   | 3-0   | –––   | 2-0   | 3-0   | 2-2   | 2-1   | 1-3   | 4-1   | 2-0   |
| Metalurh Zaporižžja | Canc. | 0-1   | 2-3   | 1-2   | 0-1   | 0-1   | 1-3   | 0-3   | 0-0   | –––   | 2-2   | 0-3   | 1-0   | 3-0   | 0-1   | 1-1   |
| Sevastopol'         | Canc. | 1-1   | 1-1   | 1-2   | 3-0   | 0-1   | 1-0   | 0-2   | 4-2   | 5-0   | –––   | 1-3   | 1-0   | 2-1   | 1-0   | 0-2   |
| Šachtar             | Canc. | 1-0   | 0-2   | 3-1   | 2-0   | 3-1   | 3-0   | 1-1   | 2-1   | 2-0   | 4-0   | –––   | 2-1   | 2-0   | 3-0   | 4-0   |
| Tavrija Simferopol' | Canc. | 1-2   | 0-2   | 1-2   | 1-3   | 0-3   | 0-1   | 0-3   | 0-1   | 3-1   | 0-2   | 0-4   | –––   | 2-2   | 0-1   | 0-2   |
| Volyn'              | Canc. | 1-2   | 1-3   | 1-4   | 0-1   | 1-0   | 1-1   | 1-4   | 1-0   | 2-0   | 1-2   | 2-0   | 1-0   | –––   | 0-0   | 0-2   |
| Vorskla             | Canc. | 0-1   | 1-4   | 2-2   | 3-1   | 1-0   | 2-2   | 1-1   | 1-2   | 2-1   | 2-2   | 1-0   | 1-1   | 3-3   | –––   | 1-1   |
| Zorja               | Canc. | 1-0   | 3-0   | 2-0   | 1-0   | 3-0   | 2-2   | 2-2   | 0-4   | 0-0   | 3-0   | 1-3   | 0-0   | 2-0   | 1-2   | –––   |

## Classifica marcatori
| Gol |  |  | Giocatore          | Squadra          |
| --- |  |  | ------------------ | ---------------- |
| 20  |  |  | Luiz Adriano       | Šachtar          |
| 19  |  |  | Júnior Moraes      | Metalurh Donec'k |
| 15  |  |  | Marko Dević        | Metalist         |
| 13  |  |  | Matheus            | Dnipro           |
| 13  |  |  | Dieumerci Mbokani  | Dinamo Kiev      |
| 13  |  |  | Jevhen Selezn'ov   | Dnipro           |
| 12  |  |  | Yannick Boli       | Zorja            |
| 12  |  |  | Andrij Jarmolenko  | Dinamo Kiev      |
| 10  |  |  | Oleksandr Hladkyj  | Karpaty          |
| 10  |  |  | Oleksij Antonov    | Čornomorec'      |
| 9   |  |  | Eduardo da Silva   | Šachtar          |
| 9   |  |  | Sergei Zenjov      | Karpaty          |
| 8   |  |  | Danilo             | Zorja            |
| 8   |  |  | Jevhen Konopljanka | Dnipro           |

## Verdetti
- Campione di Ucraina:  Šachtar
- In UEFA Champions League 2014-2015:  Šachtar e  Dnipro
- In UEFA Europa League 2014-2015:  Metalist,  Dinamo Kiev,  Čornomorec' e  Zorja
- Retrocesse in Perša Liha:  Tavrija
- Fallite:  Arsenal Kiev